# Massacro di Margarita Belén
Il massacro di Margarita Belén (Masacre de Margarita Belén in spagnolo) è stata l'esecuzione di ventidue militanti ad opera dell'esercito argentino e della polizia provinciale del Chaco il 13 dicembre 1976. I fatti, avvenuti mentre l'Argentina si trovava sotto la dittatura militare, sono compresi all'interno del conflitto armato tra le forze armate del paese sudamericano e i movimenti guerriglieri di stampo peronista e comunista noto come guerra sporca.

## I fatti
Il 12 dicembre 1976 ventidue prigionieri, in prevalenza Montoneros, alcuni dei quali legalmente detenuti nell'Unità Penitenziaria n° 7 di Resistencia e altri provenienti da Misiones, vennero trasferiti nella sede della polizia della capitale del Chaco. Dopo essere stati torturati, furono rinchiusi in celle individuali. Qualche ora dopo giunse dall'alto comando militare l'ordine di condurre nella notte i detenuti in un altro carcere della provincia di Formosa. I detenuti furono fatti salire così su due camion scortati da una macchina della polizia del Chaco. Mentre il convoglio percorreva la strada Nazionale 11 fu fatto fermare dopo l'abitato Margarita Belén, a 40 km a nord di Resistencia. I prigionieri, dopo essere stati fatti scendere, vennero uccisi a raffiche dai soldati e i loro corpi messi a bordo di alcune macchine appositamente condotte sul luogo. La messa in scena fu orchestrata per poter sostenere che i guerriglieri fossero stati uccisi in un conflitto a fuoco con le forze di sicurezza e l'esercito. Prima dell'esecuzione, secondo un membro della polizia, le prigioniere donne furono violentate e tre dei prigionieri maschi furono evirati. Dieci corpi furono portati al cimitero di Resistencia e sepolti in tombe preparate in precedenza.

## Risvolti processuali
Nel 1984 alcuni famigliari delle vittime denunciarono i militari responsabili del massacro. L'anno seguente la Giustizia riconobbe l'entità dei fatti e durante il processo alla Giunta Militare Argentina ne accreditò la responsabilità all'allora capo della giunta Jorge Rafael Videla. L'approvazione della legge dell'obbedienza dovuta e della legge del punto finale impedirono tuttavia di indagare ulteriormente e di fare completa chiarezza sul caso
Il 16 maggio 2011 una sentenza del tribunale federale di Resistencia ha identificato nella VII Brigata, comandata dal generale Cristino Nicolaides, come il reparto responsabile del massacro. Nello stesso processo otto ex-militari (Gustavo Athos, Horacio Losito, Aldo Martínez Segón, Jorge Carnero Sabol, Ricardo Reyes, Germán Riquelme, Ernesto Simoni e Luis Patetta) sono stati condannati all'ergastolo per il loro coinvolgimento nei fatti mentre il commissario della polizia del Chaco Alfredo Chas è stato invece per insufficienza di prove.
Il 30 aprile 2021 Chas, assolto sette anni prima, è stato condannato a 15 anni reclusione per concorso in 11 omicidi e 4 sparizioni forzate durante il massacro di Margarita Belén.